# El riberer
El Monument al Riberer de Benissa és una escultura de pedra que commemora la partida dels riberers, jornalers de Benissa que durant el segle xix i fins a la meitat del XX, es desplaçaven dues voltes a l'any per treballar en els camps d'arròs dels pobles de la Ribera. El terme de Sueca fou un dels destins més comuns per als riberers benissers.
Com a punt de partida obligatori, als afores del terme del poble, hi havia una roca anomenada la Roca de la Salve on els riberers se senyaven i resaven a la seua patrona, la Puríssima Xiqueta, demanant-li el millor en la seua partida. Els riberers treballaven 15 hores diàries entre 25 i 44 dies que durava la collita.
En les festes patronals del poble, cada any es fa un homenatge a tots els riberers benissers que anaren a treballar a la Ribera.